# Schlumberger-Verfahren

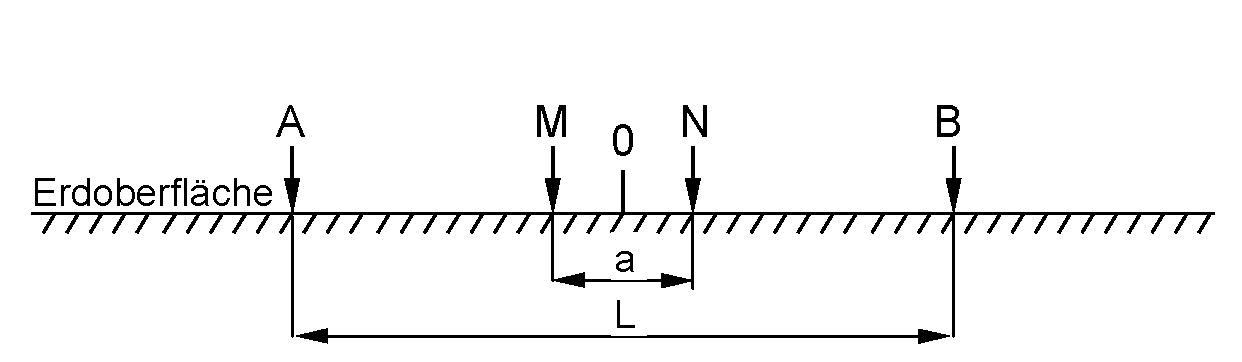
Schlumberger-Verfahren

Das Schlumberger-Verfahren ist eine nach dem deutsch-französischen Bergingenieur Conrad Schlumberger benannte Methode zur Messung von spezifischen elektrischen Widerständen des Untergrundes. Mit zwei Einspeise- und zwei Messelektroden wird der Widerstand des Untergrundes gemessen, wobei die Messelektroden (M,N) fest bleiben und die Position der Einspeiseelektroden (A,B) symmetrisch um den Mittelpunkt variiert wird.
Es wird unter anderem zur Lagerstättenerkundung und bei der Bemessung von Schutzerdungen benutzt.
Ein verwandtes Verfahren ist das Wenner-Verfahren.